# Pardosa daqingshanica
Pardosa daqingshanica là một loài nhện trong họ Lycosidae.
Loài này thuộc chi Pardosa. Pardosa daqingshanica được Guo Tang, Urita & Da-xiang Song miêu tả năm 1994.